# Nenad Pralija
Nenad Pralija (* 11. Dezember 1970 in Split) ist ein ehemaliger kroatischer Fußballspieler.

## Karriere

### Verein
Pralija begann seine Profikarriere 1990 in seiner Heimatstadt beim RNK Split in der 3. jugoslawischen Liga.
Nachdem sich die kroatischen und slowenischen Klubs am 25. Juni 1991 aufgrund der Unabhängigkeitserklärung ihrer Länder aus der jugoslawischen Liga zurückgezogen hatten, wurde vom kroatischen Verband HNS die 2. HNL als zweithöchste Spielklasse gegründet, in der Pralija mit dem RNK ab Februar 1992 spielte.
1993 wechselte er zum lokalen Spitzenklub Hajduk Split in die 1. HNL. Dort avancierte er in kurzer Zeit zu einem der beliebtesten Spieler bei den Hajduk-Fans. Dies manifestierte sich in der zweimaligen Auszeichnung „Herz von Hajduk“ (kroatisch: Hajdučko srce), die von dem Fanklub Torcida an den Hajduk-Spieler des Jahres verliehen wird. Mit Hajduk gewann er 1994 die kroatische Meisterschaft, in der darauf folgenden Saison das Double sowie 1993 und 1994 den kroatischen Supercup.
Nach drei erfolgreichen Jahren bei Hajduk wechselte Pralija in die Primera División zu Espanyol Barcelona. In der zweiten Hälfte der Saison 1998/99 kehrte er erstmals zu Hajduk zurück. Danach verbrachte er eine Spielzeit beim Serie-A-Aufsteiger Reggina Calcio, bevor er zum israelischen Klub Maccabi Haifa wechselte. Mit dem von Avram Grant trainierten Maccabi gewann er an der Seite seines kroatischen Landsmanns Đovani Roso zwei israelische Meisterschaften und spielte in der Champions League. Dabei gelang ihm im Gruppenspiel bei Bayer 04 Leverkusen am 23. Oktober 2003 ein Treffer zum zwischenzeitlichen 1:1-Ausgleich.
2003 kehrte er erneut zu Hajduk zurück. Dort gewann er zwei weitere Meisterschaften und 2004 den kroatischen Pokal. Nachdem er immer seltener berücksichtigt worden war, verließ er Hajduk in der Winterpause der Saison 2005/06 und wechselte zum drittklassigen HNK Trogir, bei dem er 2007 nach erfolgreichem Aufstieg in die 2. HNL seine Spielerkarriere beendete.

### Nationalmannschaft
1993 bestritt Pralija ein Spiel für die kroatische U-21-Nationalmannschaft.
Sein Debüt in der A-Nationalmannschaft gab er am 11. Juni 1995 im Qualifikationsspiel zur Europameisterschaft 1996 in England gegen die Ukraine, als er in der 49. Spielminute für seinen Vereinskollegen Aljoša Asanović eingewechselt wurde. Kroatien qualifizierte sich für die Europameisterschaft, Pralija wurde von Nationaltrainer Miroslav Blažević jedoch nicht berücksichtigt.
Beim King Hassan II Tournament 1996 stand er wieder im kroatischen Kader. Im Finale gegen Tschechien erzielte er sein einziges Länderspieltor zum zwischenzeitlichen 1:1. Kroatien gewann das Turnier nach Elfmeterschießen.
Sein letztes von elf Länderspielen bestritt Pralija am 12. Juni 1997 gegen die Türkei im Rahmen des Kirin Cups.

## Erfolge
- Kroatischer Meister: 1994, 1995, 2004, 2005
- Kroatischer Pokalsieger: 1995
- Kroatischer Supercup-Sieger: 1993, 1994 und 2004
- Israelischer Meister: 2001, 2002
- Israelischer Ligapokalsieger: 2003
- König-Hassan II.-Pokalsieger: 1996